# Oqil Oqilow

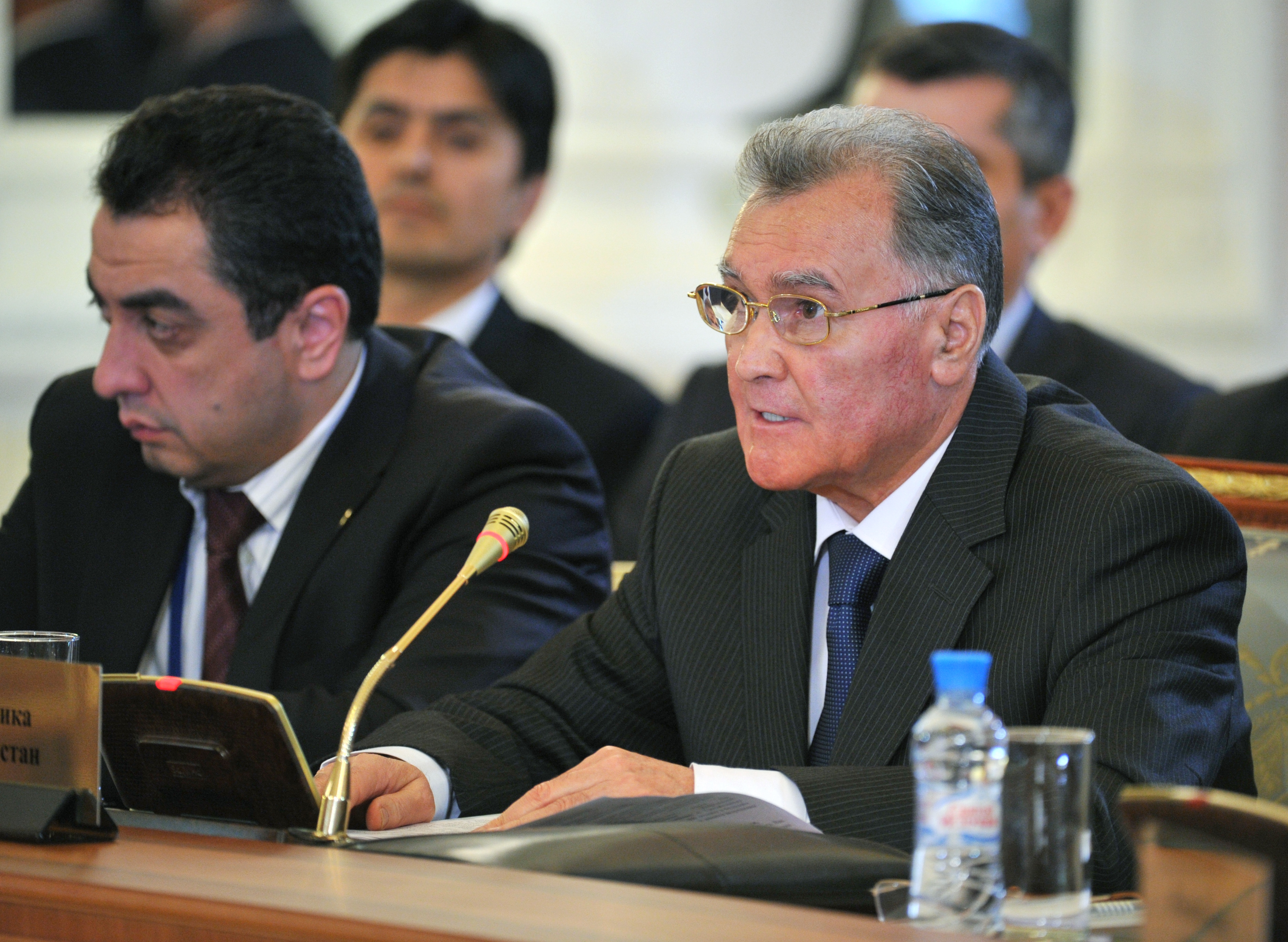
Oqil Oqilow (2011)

Oqil Ghaibullojewitsch Oqilow (tadschikisch Оқил Ғайбуллоевич Оқилов, persisch آقل غیباللهیوچ آقلاو‎, russisch Акил Акилов/Akil Akilow; * 2. Februar 1944 in Chudschand) ist ein tadschikischer Politiker und war von 1999 bis 2013 Premierminister Tadschikistans.
Oqilow ist Mitglied der Volksdemokratischen Partei Tadschikistans, die von Präsident Emomalij Rahmon geführt wird. Er studierte bis 1967 am Moskauer Institut für Bauingenieurwesen (heute Moskauer Staatliche Universität für Bauwesen). Nach dem Zusammenbruch der Sowjetunion hatte er in der nunmehr unabhängigen Republik Tadschikistan verschiedene politische Ämter inne, so war er von 1993 bis 1994 Bauminister, von 1994 bis 1996 stellvertretender Premierminister, von 1996 bis 1999 erster stellvertretender Gouverneur der Provinz Leninobod (heute Provinz Sughd).
Seit dem 20. Dezember 1999 war Oqilow Premierminister Tadschikistans. Am 23. November 2013 wurde er von Präsident Rahmon aus diesem Amt entlassen.